# John McGinn
Pour les articles homonymes, voir McGinn.
John McGinn, né le 18 octobre 1994 à Glasgow (Écosse), est un footballeur international écossais qui évolue au poste de milieu de terrain à Aston Villa.
Formé à St Mirren, McGinn y commence sa carrière en 2012. Il rejoint trois ans plus tard l'Hibernian FC et s'affirme comme un milieu de terrain de talent. Après six années passées dans son pays natal, McGinn signe au club anglais de l'Aston Villa en août 2018.
Au niveau international, McGinn représente l'équipe d'Écosse espoirs de 2014 à 2015. Il est convoqué en équipe A au mois de mars 2016. Il fait partie du Tableau d'honneur de l'équipe d'Écosse de football, où figurent les internationaux ayant reçu plus de 50 sélections pour l'Écosse, étant inclus en septembre 2022.

## Biographie

### En club

#### Débuts à Saint Mirren
Le 20 octobre 2012, John McGinn fait ses débuts professionnels avec le St Mirren FC en remplaçant Jim Goodwin contre le Celtic FC en première division. Il marque son premier but le 18 mai 2013 durant la dernière journée de championnat contre le Kilmarnock FC (victoire 1-3). McGinn est titulaire lors de la finale de la Scottish League Cup remportée sur le score de 3-2 face au Heart of Midlothian.
En avril 2015, McGinn est victime d'une blessure à l'entraînement qui était à l'origine un prank de son coéquipier et capitaine Steven Thompson. Ce dernier lui lance une perche qui transperce involontairement sa cuisse et le jeune joueur rate le reste de la saison 2014-2015. McGinn porte plainte contre son club en juin alors que son contrat est fini.

#### Hibernian FC
Le 31 juillet 2015, McGinn rejoint l'équipe du Hibernian FC, signant un contrat de quatre ans. 
McGinn dispute son premier match officiel le 8 août 2015 contre Dumbarton en Scottish Championship, deuxième division. Il ouvre son compteur le 12 septembre lors d'une victoire 3-0 face à l'Alloa Athletic. McGinn obtient une place de titulaire dès ses premières apparitions et ne la quittera plus. Entre octobre et novembre 2015, le milieu délivre cinq passes décisives. Ses performances lui valent une convocation en sélection écossaise en mars 2016. McGinn remporte la Coupe d'Écosse contre les Glasgow Rangers sur le score de 3-2 le 21 mai 2016. Il totalise cinquante-deux matchs disputés pour cinq buts à l'issue de la saison.
La saison suivante se déroule sur les mêmes bases pour McGinn dont l'influence sur le jeu de l'Hibernian augmente comme le démontre ses sept passes délivrées en championnat. Le club remporte le Scottish Championship en comptant onze points d'avance sur son dauphin et remonte en première division. Le milieu effectue également ses premiers pas en compétition européenne grâce à la victoire du club en Coupe la saison passée. Le 14 juillet 2016, McGinn dispute son premier match de Ligue Europa lors d'un match qualification perdu 0-1 contre le Brøndby IF. Après sa défaite au match retour, l'Hibernian est éliminé de la compétition.
McGinn entame sa troisième saison au club avec un succès 3-1 face au Partick Thistle en août 2017 où il délivre une passe décisive. Il réalise un doublé contre le Celtic FC le 30 septembre 2017 qui permet à l'Hibernian d'obtenir un nul 2-2. McGinn finit son exercice avec six réalisations en quarante-trois matchs, toutes compétitions confondues. L'Hibernian se classe quatrième du championnat, une bonne performance pour un club promu en début de saison. McGinn est quant à lui nommé au PFA Scotland Players' Player of the Year (en) pour la saison 2017-2018.
La saison 2018-2019 débute en juillet pour McGinn avec la phase qualificative de la Ligue Europa. Le 19 juillet 2018, il inscrit son premier but européen contre le NSÍ Runavík (victoire 4-6). Le milieu récidive le 2 août face à l'Asteras Tripoli lors d'un nul 1-1. 
McGinn est transféré à Aston Villa au mois d'août 2018, trois jours après son dernier match pour l'Hibernian. Il inscrit dix-huit buts en cent trente-six matchs sous le maillot du club écossais en l'espace de trois saisons.

#### Aston Villa
Le 8 août 2018, McGinn s'engage pour quatre ans avec Aston Villa.
Le 22 septembre 2018, il inscrit son premier but avec les Villans, mais ne peut empêcher la défaite 2 buts à 1 contre Sheffield Wednesday. Cette réalisation, une reprise de volée à l'entrée de la surface, lui vaut le prix du « But du mois de septembre » en Championship. McGinn devient un titulaire indiscutable d'Aston Villa en cumulant quarante matchs de championnat durant la saison pour sept buts et neuf passes décisives. Le club est promu en Premier League après s'être imposé en finale des barrages aux dépens de Derby County où l'Écossais est buteur pour un succès 2-1,.
McGinn découvre la Premier League le 10 août 2019 et inscrit l'unique but des siens lors d'une défaite 3-1 contre Tottenham Hotspur. Il est le joueur le plus utilisé par Dean Smith en début de saison et est nommé homme du match d'Aston Villa à quatre reprises en onze rencontres disputées. McGinn est néanmoins victime d'une fracture de la cheville contre Southampton le 21 décembre qui l'éloigne des terrains pour trois mois.

### En sélection

#### En équipes jeunes
Le 5 mars 2014, McGinn honore sa première sélection avec l'Écosse espoirs lors d'une rencontre face à Hongrie (match nul 2-2). Il est à plusieurs reprises capitaine de la sélection espoirs.

#### En équipe A
Le 10 mars 2016, il est convoqué pour la première fois en équipe d'Écosse par Gordon Strachan. Il honore sa première sélection le 29 mars suivant contre le Danemark en match amical.
Le 6 septembre 2019, McGinn inscrit son premier but avec la sélection écossaise à l'occasion d'un match comptant pour les éliminatoires de l'Euro 2020 face à la Russie (défaite 1-2). Il réalise un triplé contre Saint-Marin le 13 octobre 2019 durant un large succès 6-0. Muet en sélection jusqu'à ces éliminatoires, McGinn y inscrit un total de sept buts, dont un triplé, alors que l'Écosse termine troisième de son groupe. Son doublé face au Kazakshtan durant le dernier match fait de lui le premier joueur écossais à inscrire au moins un but durant trois matchs successifs depuis James McFadden en 2007. Bien qu'évoluant au poste de milieu de terrain, McGinn égale des buteurs de métier tels que Romelu Lukaku ou Robert Lewandowski sur ces éliminatoires. Vainqueure de son groupe en Ligue des nations 2018-2019, l'Écosse est qualifiée pour les barrages de l'Euro 2020.
Naturellement, John McGinn est retenu dans la liste des vingt-six joueurs écossais sélectionnés par Steve Clarke pour disputer l'Euro 2020. 
En juin 2024, il fait partie de la liste des 26 joueurs convoqués par Steve Clarke pour disputer l'Euro 2024.  

### Vie privée
Ses deux frères aînés, Stephen et Paul, sont également footballeurs professionnels. Stephen a notamment joué pour St Mirren et l'équipe d'Écosse espoirs. Son grand père Jack a été président du Celtic FC de 1986 à 1991 ainsi que de la Fédération écossaise de football.

## Statistiques

### Statistiques détaillées
| Saison                | Club                  | Championnat             | Championnat | Championnat | Coupe nationale | Coupe nationale | Coupe de la Ligue | Coupe de la Ligue | Compétition(s) continentale(s) | Compétition(s) continentale(s) | Compétition(s) continentale(s) | Play-offs | Play-offs | Écosse | Écosse | Total | Total |
| Saison                | Club                  | Division                | M.          | B.          | M.              | B.              | M.                | B.                | Comp.                          | M.                             | B.                             | M.        | B.        | M.     | B.     | M.    | B.    |
| 2012-2013             | Saint Mirren          | Scottish Premier League | 22          | 1           | 3               | 0               | 2                 | 0                 | -                              | -                              | -                              | -         | -         | -      | -      | 27    | 1     |
| 2013-2014             | Saint Mirren          | Scottish Premier League | 35          | 3           | 2               | 0               | 1                 | 0                 | -                              | -                              | -                              | -         | -         | -      | -      | 38    | 3     |
| 2014-2015             | Saint Mirren          | Scottish Premier League | 30          | 0           | 2               | 0               | 1                 | 0                 | -                              | -                              | -                              | -         | -         | -      | -      | 33    | 0     |
| Sous-total            | Sous-total            | Sous-total              | 87          | 4           | 7               | 0               | 4                 | 0                 | -                              | -                              | -                              | -         | -         | -      | -      | 98    | 4     |
| 2015-2016             | Hibernian FC          | Scottish Championship   | 36          | 3           | 7               | 0               | 5                 | 1                 | -                              | -                              | -                              | 4         | 1         | 1      | 0      | 53    | 5     |
| 2016-2017             | Hibernian FC          | Scottish Championship   | 29          | 4           | 5               | 1               | 1                 | 0                 | C3                             | 2                              | 0                              | -         | -         | 2      | 0      | 39    | 5     |
| 2017-2018             | Hibernian FC          | Scottish Premier League | 35          | 5           | 1               | 0               | 7                 | 1                 | -                              | -                              | -                              | -         | -         | 6      | 0      | 49    | 6     |
| 2018-2019             | Hibernian FC          | Scottish Premier League | 1           | 0           | -               | -               | -                 | -                 | C3                             | 3                              | 2                              | -         | -         | -      | -      | 4     | 2     |
| Sous-total            | Sous-total            | Sous-total              | 101         | 12          | 13              | 1               | 13                | 2                 | -                              | 5                              | 2                              | 4         | 1         | 9      | 0      | 145   | 18    |
| 2018-2019             | Aston Villa           | Championship            | 40          | 6           | 1               | 0               | -                 | -                 | -                              | -                              | -                              | 3         | 1         | 6      | 0      | 50    | 7     |
| 2019-2020             | Aston Villa           | Premier League          | 28          | 3           | -               | -               | 2                 | 0                 | -                              | -                              | -                              | -         | -         | 6      | 7      | 36    | 10    |
| 2020-2021             | Aston Villa           | Premier League          | 37          | 3           | -               | -               | -                 | -                 | -                              | -                              | -                              | -         | -         | 15     | 3      | 52    | 6     |
| 2021-2022             | Aston Villa           | Premier League          | 35          | 3           | 1               | 0               | -                 | -                 | -                              | -                              | -                              | -         | -         | 12     | 3      | 48    | 6     |
| 2022-2023             | Aston Villa           | Premier League          | 34          | 1           | -               | -               | 2                 | 0                 | -                              | -                              | -                              | -         | -         | 8      | 3      | 44    | 4     |
| 2023-2024             | Aston Villa           | Premier League          | 35          | 6           | 3               | 0               | 1                 | 0                 | C4                             | 14                             | 3                              | -         | -         | 13     | 2      | 66    | 11    |
| 2024-2025             | Aston Villa           | Premier League          | 34          | 1           | 4               | 0               | 1                 | 0                 | C1                             | 10                             | 3                              | -         | -         | 8      | 2      | 57    | 6     |
| 2025-2026             | Aston Villa           | Premier League          | 1           | 0           | 0               | 0               | 0                 | 0                 | C3                             | 0                              | 0                              | -         | -         | 0      | 0      | 1     | 0     |
| Sous-total            | Sous-total            | Sous-total              | 244         | 23          | 9               | 0               | 6                 | 0                 | -                              | 24                             | 6                              | 3         | 1         | 68     | 20     | 354   | 50    |
| Total sur la carrière | Total sur la carrière | Total sur la carrière   | 443         | 39          | 29              | 1               | 22                | 2                 | -                              | 29                             | 8                              | 7         | 2         | 77     | 20     | 607   | 72    |

### Buts internationaux
Liste des buts de John McGinn en sélection.

## Palmarès

### En club
- St Mirren
  - Vainqueur de la Scottish League Cup en 2013.
- Hibernian FC
  - Vainqueur de la Coupe d'Écosse en 2016.
  - Champion d'Écosse de deuxième division en 2017.

### Distinctions personnelles
- Membre de l'équipe-type de deuxième division écossaise en 2016 et 2017.
- Joueur écossais de l'année 2019[30].
- International écossais de l'année 2019-2020[31].